# Pollard, Alabama
Pollard är en ort i Escambia County i delstaten Alabama, USA.